# Hyperolius swynnertoni
Hyperolius swynnertoni es una especie de anfibios de la familia Hyperoliidae.
Habita en Mozambique y Zimbabue.
Su hábitat natural incluye sabanas secas, zonas secas de arbustos, praderas húmedas o inundadas en algunas estaciones, praderas tropicales o subtropicales a gran altitud, ríos, pantanos, lagos de agua dulce, lagos temporales de agua dulce, marismas de agua dulce, corrientes intermitentes de agua dulce, tierra arable, pastos, jardines rurales, áreas de almacenamiento de agua, estanques y canales y diques.